# Tamnokrili zovoj
Tamnokrili zovoj (lat. Pterodroma nigripennis) je vrsta morske ptice iz porodice zovoja. 
Živi u Australiji, Francuskoj Polineziji, Japanu, Novoj Kaledoniji, Novom Zelandu, Norfolku i SAD-u.
Pelagična je, uglavnom izbjegava kopno, osim za vrijeme sezone parenja i podizanja mladih. Malo je poznato o njezinoj prehrani, samo se zna da se hrani glavonošcima i škampima, koje uglavnom lovi na površini vode. Gnijezdi se na oceanskim otocima.

## Vanjske poveznice
|  | Zajednički poslužitelj ima još gradiva o temi Pterodroma nigripennis |
|  | Wikivrste imaju podatke o taksonu Pterodroma nigripennis             |